# هولی (تگزاس)
هولی (به انگلیسی: Holly) یک منطقهٔ مسکونی در ایالات متحده آمریکا است که در شهرستان هیوستون، تگزاس واقع شده‌است. هولی ۸۵٫۰۴ متر بالاتر از سطح دریا قرار دارد.